# Јон Гика (Јаломица)
Јон Гика (рум. Ion Ghica) насеље је у Румунији у округу Јаломица у општини Чулница. Oпштина се налази на надморској висини од 55 m.

## Становништво
Према подацима из 2002. године у насељу је живело 387 становника, од којих су сви румунске националности.